# JL Family Ranch - Il regalo di nozze
JL Family Ranch - Il regalo di nozze (JL Family Ranch: The Wedding Gift) è un film televisivo del 2020, diretto da Sean McNamara, con protagonisti Jon Voight, James Caan e Teri Polo.
Il film è il sequel di JL Ranch (2016)